# Hans Savery de Oude

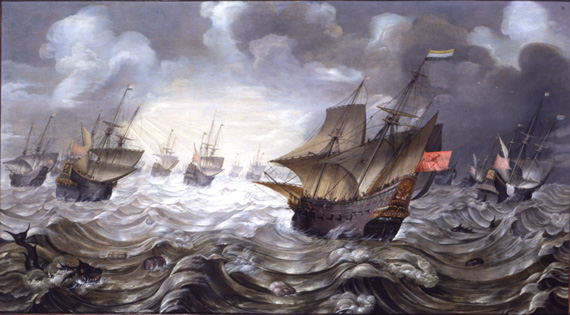
De Amsterdam (ca. 1600)

Hans Savery (Kortrijk, ca. 1564 - ?, 1622/1625) was een Vlaams-Nederlandse kunstschilder.
Savery wordt ter onderscheid van zijn neef wel vermeld als 'Hans I Savery' of 'Hans Savery de oude'. Hij was lid van de kunstenaarsfamilie Savery; Ook zijn jongere broers Jacob en Roelant waren schilders. Rond 1585 vestigde hij zich met zijn familie vanuit Vlaanderen in Haarlem.
Hans Savery legde zich in zijn schilderwerk vooral toe op zeegezichten. In 2002 kocht het Nederlands Scheepvaartmuseum in Amsterdam een schilderij van Savery uit ca. 1600 met daarop de Oost-Indiëvaarder Amsterdam en een aantal oorlogsschepen voor 588000 euro. Het is een van de oudst bekende geschilderde zeegezichten in het Westen.
- Biografisch Portaal: 51391675
- RKD-Nederlands Instituut voor Kunstgeschiedenis: 69906
- LIBRIS: 214261
- Union List of Artist Names: 500169778
- Virtual International Authority File: 96669195